# Sant Julià de Cerdanyola
Sant Julià de Cerdanyola – gmina w Hiszpanii, w prowincji Barcelona, w Katalonii, o powierzchni 11,62 km². W 2011 roku gmina liczyła 257 mieszkańców.